# Eupithecia fumifascia
Eupithecia fumifascia är en fjärilsart som beskrevs av W. Warren 1905. Eupithecia fumifascia ingår i släktet Eupithecia och familjen mätare. Inga underarter finns listade i Catalogue of Life.